# Fox Maule-Ramsay (11e comte de Dalhousie)
Pour les articles homonymes, voir Ramsay.
Fox Maule-Ramsay, 11e comte de Dalhousie, (22 avril 1801 - 6 juillet 1874), connu comme Fox Maule avant 1852, Lord Panmure entre 1852 et 1860, est un homme politique britannique.

## Famille
Il est le fils aîné de William Ramsay-Maule, et un petit-fils de George Ramsay (8e comte de Dalhousie). Baptisé Fox comme un compliment à Charles James Fox, le grand Whig, il sert pendant un temps dans l'armée.

## Carrière politique
En 1835, il entre à la Chambre des Communes comme député de Perthshire. Dans le ministère de Lord Melbourne (1835-1841), il est sous-secrétaire d'État du Département de la Maison royale, et sous Lord John Russell, il est secrétaire à la Guerre de juillet 1846 à janvier 1852, lorsque, pour deux ou trois semaines, il est président de la Commission de Contrôle.
En avril 1852, il succède à son père en tant que 2e baron Panmure. En février 1855, il rejoint le cabinet de Lord Palmerston comme Secrétaire d'État à la Guerre. Lord Panmure occupe ce poste jusqu'en février 1858. Il est en poste lors de la fin de la Guerre de Crimée, et rencontre beaucoup de critiques. Il est gardien du Sceau Privé de l’Écosse de 1853 jusqu'à sa mort.
Toujours intéressé par les affaires de l'église, il est un éminent défenseur de l'Église libre d'Écosse après qu'elle s'est séparée de l'Église d'Écosse dans la perturbation de 1843. En décembre 1860, il succède à son parent, James Broun-Ramsay, 11e comte de Dalhousie. Il change peu de temps après son nom pour "Maule-Ramsay" (son père avait changé son nom pour "Maule" au lieu de "Ramsay" avant d'être créé baron Panmure).

## Franc-maçonnerie
Il est premier grand surveillant de la Grande Loge unie d'Angleterre en 1832, et plus tard (comme Lord Panmure) grand-maître adjoint en 1857. Il est élu grand-maître de la Grande Loge d’Écosse en 1867. En 1860, Panmure Lodge (désormais no 723) était agrée, et est nommée en son honneur.

## Mariage
Il épouse Montague, fille de George Abercromby, 2e baron Abercromby, en 1831. Ils n'ont pas d'enfants. Elle est morte en novembre 1853, âgée de 46 ans. Il meurt en juillet 1874, âgé de 73 ans. À sa mort, la baronnie de Panmure s'éteint, mais le comté de Dalhousie passe à son cousin, George Ramsay.